# خوسيه ليانادرو فيريرا
خوسيه ليانادرو فيريرا (بالبرتغالية: José Leandro de Souza Ferreira‏) (مواليد 17 مارس 1959) هو لاعب كرة قدم. يلعب مع منتخب البرازيل لكرة القدم. سبق له أن لعب في كأس العالم لكرة القدم مع منتخب بلاده.

## روابط خارجية
- خوسيه ليانادرو فيريرا على موقع الاتحاد الدولي (مؤرشف)  (الإنجليزية)
- خوسيه ليانادرو فيريرا على موقع قاعدة بيانات كرة القدم.إي يو (الإنجليزية)
- خوسيه ليانادرو فيريرا على موقع ناشيونال فوتبول تيمز (الإنجليزية)